# Deine Stimme gegen Armut

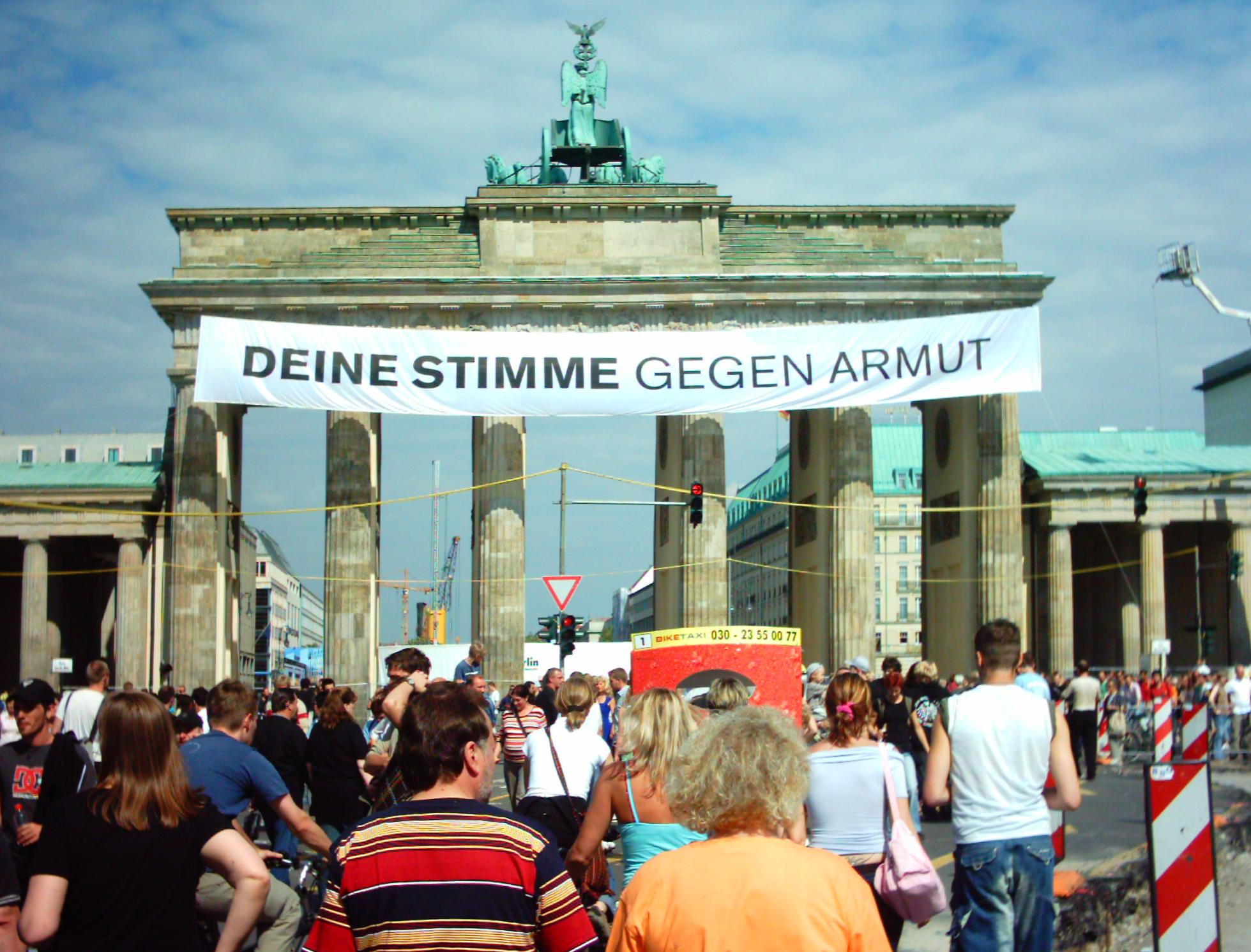
Das Brandenburger Tor in Berlin während des Live-8-Festivals

Deine Stimme gegen Armut war eine gemeinsame Kampagne von VENRO als Dachverband entwicklungspolitischer Nichtregierungsorganisationen, dem Künstler Herbert Grönemeyer sowie befreundeten Fachleuten aus der PR- und Medienbranche in Deutschland. Ziel der Aktion und ihrer Unterstützer war die fristgerechte Umsetzung der Millenniumsziele. Mit Hilfe von Konzerten, öffentlichkeitswirksamen Aktionen, Protesten und Unterschriftensammlungen wurden die Regierungen der Welt an die Millenniumserklärung der Vereinten Nationen aus dem Jahr 2000 erinnert, laut der bis zum Jahr 2015 Armut und Hunger auf der Welt um die Hälfte verringert oder sogar ganz beseitigt werden sollten. Mit Ablauf der Frist und der Verabschiedung neuer Ziele nachhaltiger Entwicklung wurde die Kampagne Ende 2015 nach zehn Jahren eingestellt.
Deine Stimme gegen Armut war der deutsche Beitrag zum globalen Kampagnennetzwerk Global Call to Action Against Poverty (GCAP). In zahlreichen englischsprachigen Ländern waren die jeweiligen Kampagnen als Make Poverty History bekannt.

## Unterstützer
Neben den Gründern VENRO und Herbert Grönemeyer wurde die Aktion von zahlreichen anderen unterstützt.
Es bestanden Kooperationen mit Action for Global Health, Aktionsbündnis gegen AIDS, Erlassjahr.de, Europäische Allianz gegen Malaria, Globale Bildungskampagne, Klima-Allianz Deutschland, ONE Deutschland, StopEPAs, Stop Malaria Now, UN-Millenniumkampagne in Deutschland.
Zahlreiche Prominente unterstützten die Aktion, darunter Roger Willemsen und Sarah Kuttner, Muhammad Yunus, Jan Josef Liefers, Sportfreunde Stiller, Michael Mittermeier, Die Fantastischen Vier.

## Geschichte

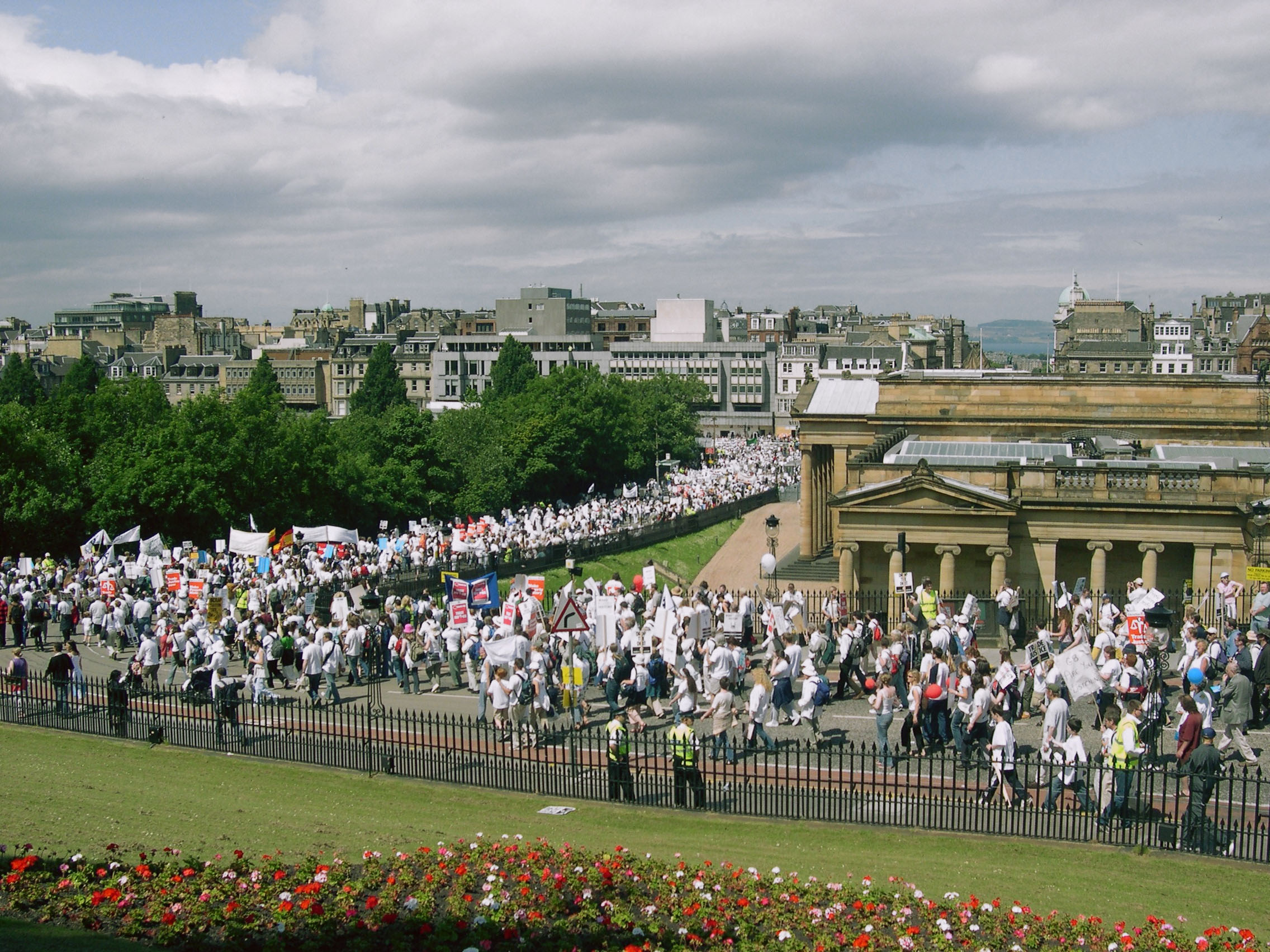
Ein Protestmarsch bildete am 2. Juli 2005 einen „weißen Gürtel“ um das Zentrum Edinburghs

Besondere Bekanntheit erlangte die Kampagne im Sommer 2005 durch Protestmärsche in Edinburgh und die weltweiten Live-8-Konzerte mit schätzungsweise 3 Milliarden (Fernseh-)Zuschauern, die parallel zum G8-Gipfel in Schottland stattfanden. Die Finanzminister der G8-Staaten haben am 11. Juni 2005 in London die vollständige Entschuldung von 18 Entwicklungsländern, darunter 14 afrikanischen Staaten, beschlossen und stellten neun Staaten und „letztlich bis zu 20“ weiteren Ländern ein ähnliches Verfahren in Aussicht, sofern die Korruption in diesen Staaten wirksam bekämpft werde.
Zum G8-Gipfel in Heiligendamm 2007 veranstaltete Deine Stimme gegen Armut am 7. Juni ein großes Konzert mit Bands, Künstlern und Persönlichkeiten wie Bob Geldof, Bono, Herbert Grönemeyer, Muhammad Yunus, Youssou N’Dour, Seeed, Sportfreunde Stiller, Beatsteaks, Die Toten Hosen, Jan Josef Liefers und vielen mehr. 70.000 Besucher waren auf dem Konzert in Rostock dabei, das Ticket kostete € 2,50 Bearbeitungsgebühr.
Die Aktion sammelte über ein Online-Formular Stimmen von tausenden Menschen gegen Armut. World Vision Deutschland übergab sie am 1. Juli 2009 Bernd Pfaffenbach, dem zuständigen Staatssekretär im Wirtschaftsministerium, auch G8-Sherpa genannt.
Das weiße Band war das Symbol für die gemeinsame globale Kampagne zur Überwindung der Armut. Es wurde von Förderern der Aktion auf der ganzen Welt getragen. An besonderen Aktionstagen – so genannten White Band Days – wurde dabei gemeinschaftlich auf das Anliegen von Deine Stimme gegen Armut hingewiesen.